# حفل توزيع جوائز الأوسكار التاسع والعشرون
حفل توزيع جوائز الأوسكار التاسع والعشرون (بالإنجليزية: 29th Academy Awards)‏ هو حدث نظمته أكاديمية فنون وعلوم الصور المتحركة لتكريم أفضل الأفلام لسنة 1956. أقيم الحفل بتاريخ 27 مارس، 1957 في مسرح آر. كي. كو. بانتجس، هوليوود، كاليفورنيا. قامت شبكة هيئة الإذاعة الوطنية ببثّ الحفل، وقدّمه جيري لويس. في هذه الدورة، فاز فيلم حول العالم في 80 يوماً بجائزة أفضل فيلم، وحاز الممثّل يول براينر على جائزة أفضل ممثّل، ونالت الممثلة إنغريد برغمان جائزة أفضل ممثّلةٍ، وكانت جائزة الأوسكار لأفضل مخرج من نصيب المخرج جورج ستيفنز.
أكثر الأفلام ترشيحاً للحصول على جوائز كان فيلم ضخم حيث تلقّى 10 ترشيحات، بينما أكثرها فوزاً كان فيلم حول العالم في 80 يوماً وفيلم الملك وأنا حيث فاز كلٌّ منهما بـ 5 جوائز.

## الجوائز
- جائزة أفضل فيلم:

حول العالم في 80 يوماً
- جائزة أفضل مخرج:

جورج ستيفنز
- جائزة أفضل ممثّل:

يول براينر
- جائزة أفضل ممثّلة:

إنغريد برغمان
- جائزة أفضل ممثّل مساعد:

أنتوني كوين
- جائزة أفضل ممثّلة مساعدة:

دوروثي مالون
- جائزة أفضل سيناريو مقتبس:

حول العالم في 80 يوماً
- جائزة أفضل موسيقى تصويريّة:

الملك وأنا وحول العالم في 80 يوماً
- جائزة أفضل تأثيرات بصريّة:

الوصايا العشر
- جائزة أفضل خلط أصوات:

الملك وأنا - تونتيث سينتشوري فوكس

## وصلات خارجية
- حفل توزيع جوائز الأوسكار التاسع والعشرون على موقع IMDb (الإنجليزية)
- حفل توزيع جوائز الأوسكار التاسع والعشرون على موقع ميوزك برينز (الإنجليزية)
- الموقع الرسمي لجوائز الأكاديمية.
- الموقع الرسمي لأكاديمية فنون وعلوم الصور المتحركة.
- قناة جوائز الأوسكار على موقع يوتيوب (تُديره أكاديمية فنون وعلوم الصور المتحركة).
- مقتطفات فيديو من أكاديمية فنون وعلوم الصور المتحركة.